# Alexander Wladimirowitsch Schtschukin

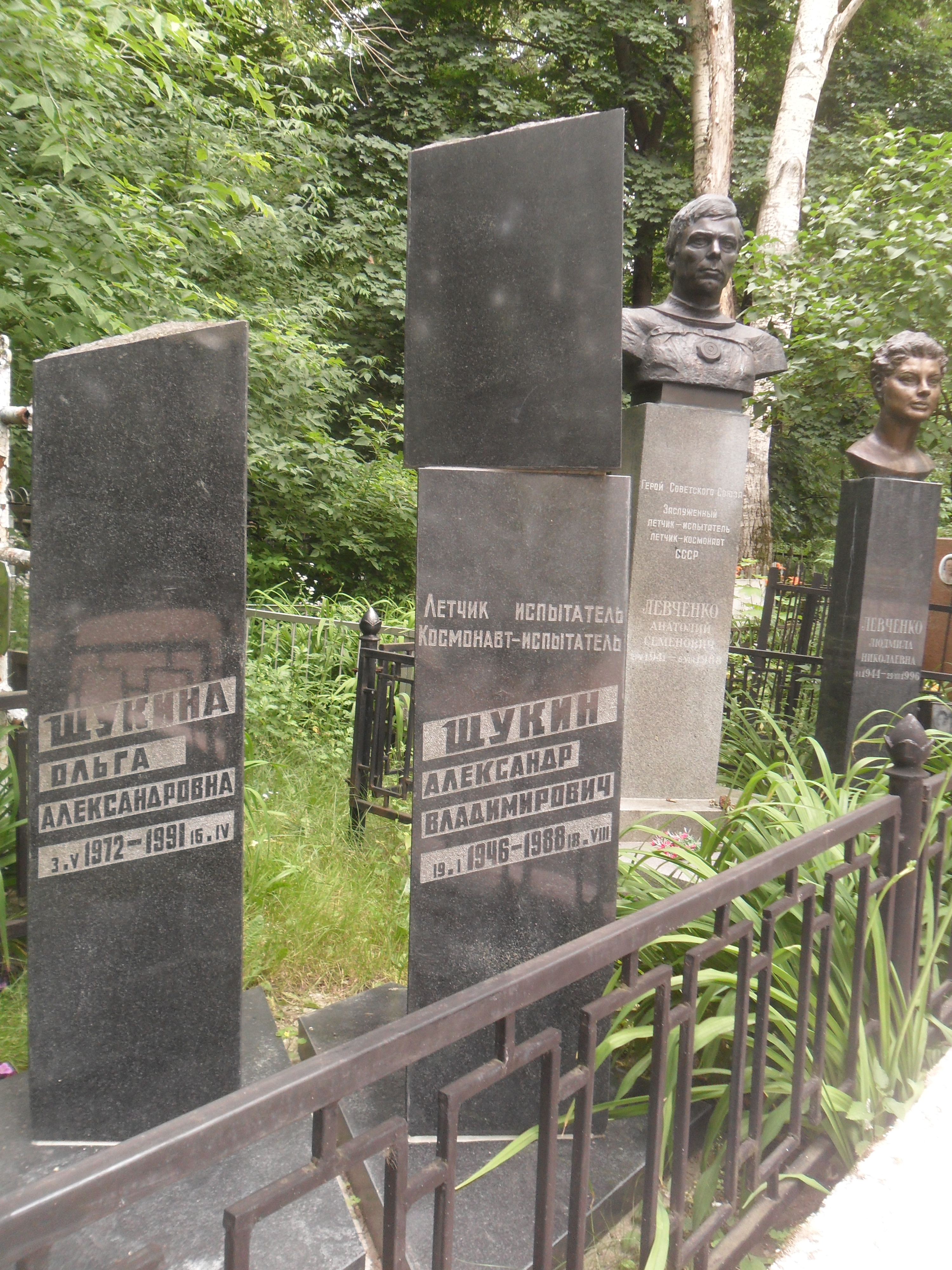
Schtschukins Grabmal auf dem Friedhof Bykowo in Schukowski

Alexander Wladimirowitsch Schtschukin (russisch Александр Владимирович Щукин, * 19. Januar 1946 in Wien; † 18. August 1988 in Schukowski, Oblast Moskau, Russische SFSR) war ein sowjetischer Pilot und Kosmonautenanwärter. Er starb bei einem Flugzeugabsturz, bevor er zu einem Raumflug starten konnte.

## Leben
Schtschukin wurde in Wien geboren, wo sein Vater zu dieser Zeit Militärdienst leistete.
Schtschukin war ziviler Testpilot der Michail-Gromow-Hochschule für Flugforschung (LII). Er absolvierte 1970 die Höhere Militärfliegerschule in Katschinsk sowie die Testpilotenschule in Schukowski. 1977 wurde er als Kosmonaut für das Buran-Programm ausgewählt. 1980 absolvierte er das Moskauer Staatliche Luftfahrtinstitut MAI. Mit dem eigenstartfähigen Buran-Prototyp OK-GLI führte er drei Rollversuche und fünf Flüge durch, darunter einen mit vollautomatischer Landung. Dabei bildete er meist mit Anatoli Lewtschenko eine Besatzung. Da sich die Buran-Flüge verzögerten, wurde er wie Lewtschenko auch für Sojus-Missionen vorbereitet. Er war der potentielle Ersatzmann von Anatoli Lewtschenko für den Flug von Sojus TM-4. Schtschukin kam am 18. August 1988 im LII beim Absturz einer Su-26M-Kunstflugmaschine ums Leben. Sein Grab befindet sich auf dem Friedhof Bykowo in Schukowski unmittelbar neben dem Grab von Anatoli Lewtschenko, der nur 12 Tage vor ihm an einem Gehirntumor starb.

## Privates
Schtschukin war verheiratet und hatte zwei Kinder.